# Jimmy Morales
Jimmy Morales Cabrera (Ciudad de Guatemala, 18 de marzo de 1969), nacido como James Ernesto Morales Cabrera, es un actor, escritor, productor, director y político guatemalteco que se desempeñó como presidente de Guatemala desde el 14 de enero de 2016 hasta el 14 de enero de 2020 tras ser electo en las elecciones generales de 2015.
Conocido actor, en televisión, junto a su hermano Sammy Morales, se mantuvo al aire con su programa Moralejas por más de quince años, y ha tenido también carrera en el cine, donde ha producido, dirigido y actuado en varias películas.
Como político, participó en el año 2011 como candidato a alcalde en el municipio de Mixco, departamento de Guatemala, con el partido político Acción de Desarrollo Nacional (ADN), quedando en tercer lugar. El 10 de marzo de 2013, fue nombrado Secretario General del partido Frente de Convergencia Nacional.  Fue elegido presidente de Guatemala en la segunda vuelta electoral de 2015, favorecido por el ambiente político que se originó luego de los casos de corrupción que descubrió la Comisión Internacional Contra la Impunidad en Guatemala a partir de abril de ese año.
Fue el quincuagésimo presidente de Guatemala, el 14 de enero de 2016, relevando a Alejandro Maldonado Aguirre, finalizando su cargo el 14 de enero de 2020, sucediéndole Alejandro Giammattei.

## Biografía
Nacido como James Ernesto Morales Cabrera —cambiando después su nombre legalmente el 23 de febrero de 2011 a Jimmy Morales Cabrera— en la ciudad de Guatemala, hijo de José Everardo Morales Orellana y Celita Ernestina Cabrera Acevedo. Su educación primaria, básica y diversificada la realizó en Instituto Evangélico América Latina (IEAL); al graduarse de contador, ingresó a la Facultad de Ciencias Económicas de la Universidad de San Carlos de Guatemala —USAC—, donde obtuvo el título de Licenciado en Administración de Empresas. También estudió en el Seminario Teológico Bautista un profesorado en teología y realizó estudios no concluidos sobre seguridad estratégica y defensa Universidad Mariano Gálvez de Guatemala —UMG—.
Fue docente en la Facultad de Ciencias Económicas y en la Escuela de Ciencias de la Comunicación en la Universidad de San Carlos de Guatemala. Morales cambió legalmente su nombre de James a Jimmy; este cambio ocurre con su incorporación a la política, al postularse para la alcaldía de Mixco por el partido Acción de Desarrollo Nacional, cuya candidata presidencial era Adela de Torrebiarte, quien fuera la comisionada presidencial para la Reforma Policial durante 2012 a 2016 y también presidenta interina de Fedefut.

## Carrera en el entretenimiento
Morales ha fundado varias empresas a nivel nacional e internacional, siendo su trabajo más reconocido el programa y concepto «Moralejas» que se extiende desde la producción televisiva hasta la industria cinematográfica. En televisión, junto a su hermano Sammy Morales, se ha mantenido al aire con su programa «Moralejas» por más de 15 años.
En cine internacional, fue protagonista de la película de Alejo Crisóstomo, Fe en 2011 y también fue extra en la película Looking for Palladin de Andrzej Krakowski en 2008.

## Carrera política

### Candidato a la alcaldía de Mixco
Fue propuesto como candidato a alcalde en el municipio de Mixco, departamento de Guatemala en las elecciones generales del año 2011 por el partido político Acción de Desarrollo Nacional (ADN), en las cuales obtuvo el tercer puesto con 13.045 votos, el 7,95 por ciento del padrón electoral de dicho municipio, quedando luego de Amílcar Rivera, del Partido Victoria y el ganador Otto Pérez Leal del PP.

### Secretario General
El 10 de marzo de 2013, en Asamblea Nacional, el Frente de Convergencia Nacional elige a Jimmy Morales como su Secretario General.
La campaña presidencial de Morales fue apoyada la derecha radical guatemalteca, que se agrupa en la Asociación de Veteranos Militares (Avemilgua). Esta nació en 1995 y en 2008 fundó un partido —el FCN— para colarse al Congreso. Sin embargo, antes de Morales no hubo candidato del FCN que lograra diputaciones o alcaldías. Fue nombrado en 2013 secretario general del FCN, partido de corte nacionalista de vínculos con el paramilitarismo fundado en 2008 por militares retirados que participaron en la guerra civil que terminó en 1996.
Llegó al FCN en 2012 invitado por el teniente coronel retirado Edgar Justino Ovalle Maldonado, uno de los fundadores de la Asociación de Veteranos Militares de Guatemala (AVEMILGUA) y del partido que en el año 2011 pasó a ser Secretario General Adjunto II cuando Felipe Miranda Trejo pasó a ser Vocal I y José Luis Quilo Ayuso el Secretario General. Ovalle Maldonado se postula en las presentes elecciones generales como diputado al Congreso de la República encabezando el Listado Nacional.
El 17 de mayo de 2015, fue proclamado como candidato a la Presidencia de la República para las elecciones generales de 2015 por el partido político Frente de Convergencia Nacional (FCN Nación). El 6 de septiembre triunfa en 1.er lugar en las elecciones generales a la Presidencia de la República, con lo cual pasa a la 2.ª vuelta para los comicios generales a finales del mismo año en dicho país, perfilándose para ser el siguiente presidente de la República de Guatemala.
El 25 de octubre de 2015 fue elegido como el quincuagésimo Presidente de Guatemala con una amplia ventaja sobre la candidata del partido de la Unidad Nacional de la Esperanza, la ex primera dama Sandra Torres.

### Presidente electo

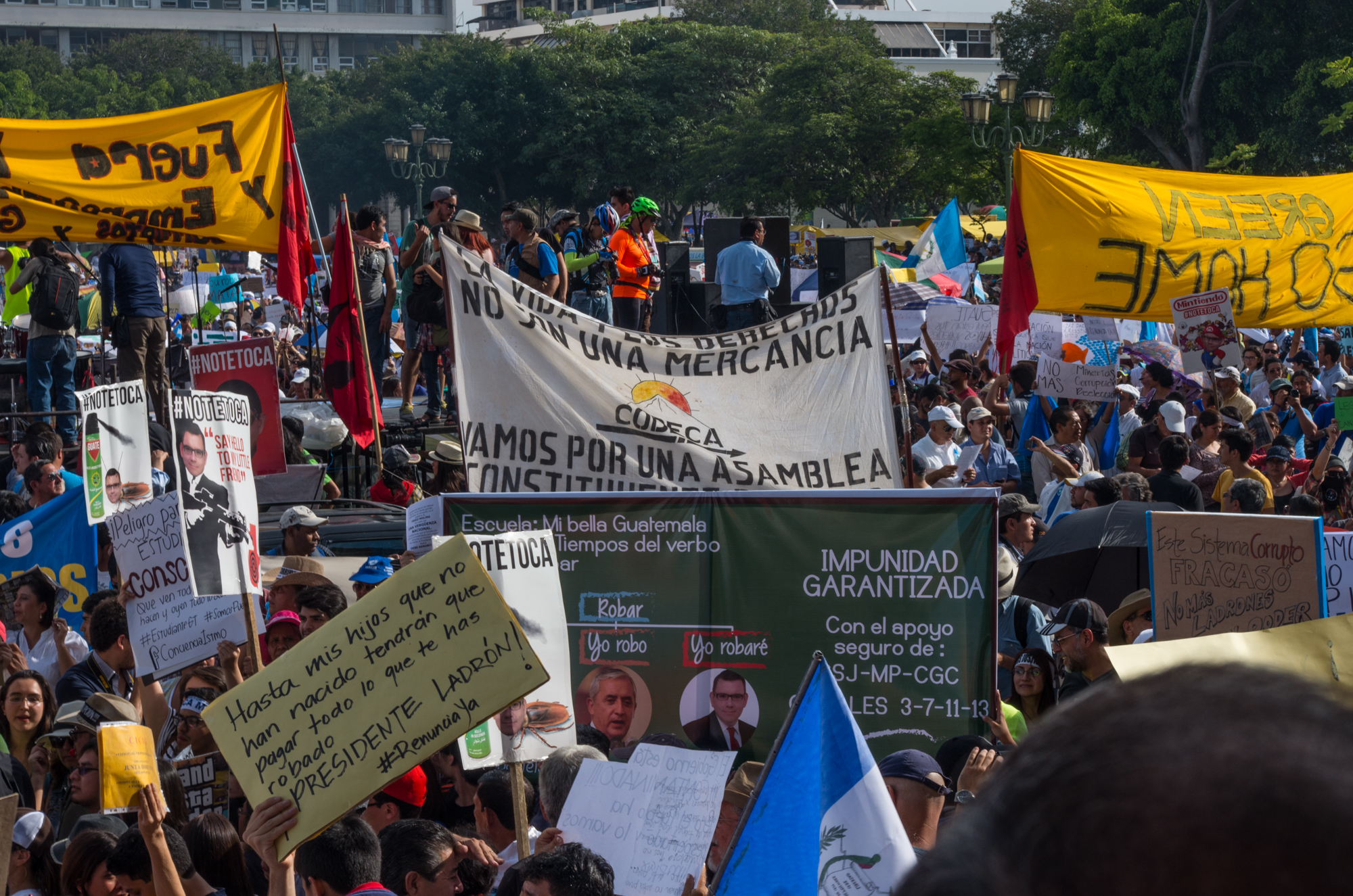
Manifestación del 30 de mayo de 2015, exigiendo la renuncia del ex presidente Otto Pérez tras descubrirse el Caso de La Línea.

El gobierno de Morales se inicia bajo la sombra de los escándalos de corrupción que llevaron a su fin al gobierno del general retirado Otto Pérez Molina, escándalos que favorecieron a Morales en las elecciones, pues la población guatemalteca decidió decantarse por la opción que no representaba a la política tradicional.
En su primera comparecencia pública tras ser oficialmente electo, Morales ratificó que su prioridad será el combate frontal a la corrupción, tras los escándalos que provocaron la renuncia y encarcelamiento de Otto Pérez Molina.  Pero pronto su equipo de trabajo empezó a ser criticado; por ejemplo, José Ramón Lam se vio obligado a renunciar el 5 de noviembre de 2015 del equipo de transición del presidente electo por señalamientos de plagio hechos en su contra por representantes de la Universidad de San Carlos de Guatemala.
Jimmy Morales visitó a los presidentes de Centroamérica, República Dominicana y México, para tratar asuntos internos así como invitarlos a su inauguración presidencial. La campaña presidencial de Morales fue apoyada la derecha radical guatemalteca, que se agrupa en la Asociación de Veteranos Militares (Avemilgua). Esta nació en 1995 y en 2008 fundó un partido —el FCN— para colarse al Congreso. Sin embargo, antes de Morales no hubo candidato del FCN que lograra diputaciones o alcaldías. fue nombrado en 2013 secretario general del FCN, partido de corte nacionalista fundado en 2008 por militares retirados que participaron en la guerra civil que terminó en 1996.

## Presidencia (2016-2020)
Las primeras palabras que Morales brindó como Presidente de la República fueron: «Gracias Dios mío, por el privilegio que me has dado de servir a mi pueblo y a mi gente». Según los analistas tomó una figura mesiánica e hizo jurar a todos los presentes a comprometerse por una nueva Guatemala. Durante los primeros días, se levantó una solicitud de antejuicio en contra de la recién nombrada ministra de Comunicaciones, Infraestructura y Vivienda, Sherry Ordóñez, debido a que era contratista del estado. Ordóñez y Morales negaron que había impedimento constitucional para que ella continuara al frente de la cartera. Luego se levantó una solicitud de antejuicio en contra del ministro de la Defensa Nacional, general de división Williams Mansilla Fernández. Once días después de su juramentación, Sherry Ordóñez renunció al ministerio que presidía. La primera visita internacional de Morales fue a Ecuador, donde participó en la CELAC y sostuvo relaciones bilaterales con los presidentes Michelle Bachelet de Chile, Nicolás Maduro de Venezuela, Evo Morales de Bolivia, Juan Manuel Santos de Colombia, Enrique Peña Nieto de México, Rafael Correa de Ecuador, y Gabriela Michetti, vicepresidenta de Argentina.
Jimmy Morales fue el primer presidente de Guatemala desde el doctor Juan José Arévalo Bermejo que saludó a un desfile bufo de la Huelga de Dolores de la Universidad de San Carlos desde el palco presidencial; este desfile anual se caracteriza por las sátiras y carrozas en contra del gobierno de turno.[cita requerida]

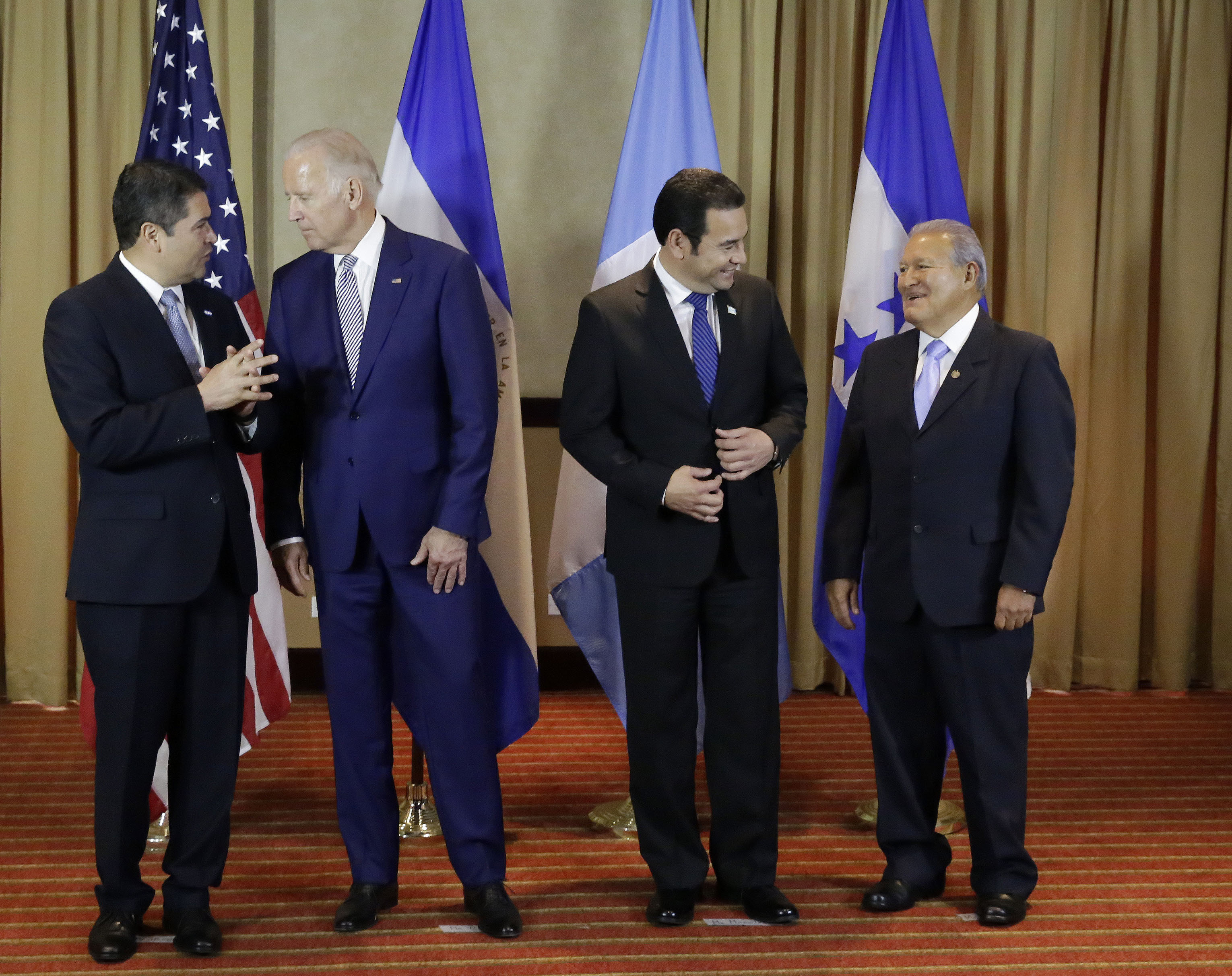
De izq. a der.: Presidente Juan Orlando Hernández de Honduras, Joe Biden Vicepresidente de Estados Unidos, Jimmy Morales Presidente de Guatemala y Presidente Salvador Sánchez Cerén de El Salvador.

Unidad Nacional de la Esperanza (UNE) partido de oposición, anunció el 5 de mayo de 2016 que estudiaba presentar una solicitud de antejuicio contra el presidente Morales, por haberse reunido en secreto con los nuevos dueños de la Terminal de Contenedores Quetzal envuelta en un escándalo de corrupción. Pero ese mes, Jimmy Morales fue calificado como el tercer presidente latinoamericano mejor evaluado. En septiembre de 2016, su hijo y su hermano fueron señalados por su presunta participación en un caso de corrupción. De acuerdo al informe de Desarrollo Humano para Guatemala 2015-2016, el 73 por ciento de los guatemaltecos no ganaba lo suficiente para cubrir los gastos mínimos, una tercera parte de la población no tenía lo necesario para comprar alimentos y 8 de cada 10 niños presentaban desnutrición crónica.
El Ministerio Público y la Comisión Internacional contra la Impunidad en Guatemala (CICIG) vincularon en septiembre de 2016 al hermano e hijo del presidente a un caso de corrupción y pusieron en tela de juicio la campaña contra este delito. El Comité de Desarrollo Campesino (Codeca) convocó a una movilización y paro nacional, exigió la renuncia del presidente por considerar que no ha cumplido con la población y por estar vinculado a la corrupción al actuar en complicidad de la evasión fiscal al condonar el pago de deudas de 216 empresas.
	En 2017 Iván Velásquez, jefe de una comisión contra la corrupción de las Naciones Unidas, inició un proceso junto a la fiscalía guatemalteca para retirar la inmunidad del mandatario con el fin de investigarle por un caso de financiación indebida durante la campaña presidencial de 2005. La Corte Suprema de Guatemala dio el primer paso para levantar la inmunidad a Jimmy Morales.
	La Fiscalía y la Comisión Internacional Contra la Impunidad (CICIG) de la ONU habían solicitado el 25 de agosto la apertura de una investigación sobre el mandatario por mover de forma opaca casi un millón de dólares durante la campaña electoral.
Tras ellos Morales ordenó vía decreto expulsar del país al jefe de una comisión de la ONU contra la corrupción, e insistió en que como mandatario tenía la facultad de declarar no grato a un diplomático, sin tener la obligación de exponer los motivos de su decisión. Esta decisión provocó un terremoto político en el país y fue condenada por Estados Unidos, gran parte de los países de la Unión Europea y Naciones Unidas. En septiembre de 2017 el Supremo de Guatemala dio el primer paso para levantar la inmunidad a Jimmy Morales por la financiación irregular de la campaña que le permitió llegar al poder en el año 2015. Los casos de corrupción que involucraban a su hermano, a su hijo y a él mismo provocaron una caída de su imagen. En un año pasó de 89 a 19 por ciento de popularidad ese mismo mes su principal financista de campaña, que fue nombrado como su operador político con el Congreso. En marzo de 2017 fue juramentado como embajador ad honorem de Inversión y Comercio con los países del Caribe.
En septiembre de 2016, su hijo y su hermano fueron señalados por su presunta participación en un caso de corrupción. Además, 8 de cada 10 niños presentaban desnutrición crónica. El Ministerio Público y la Comisión Internacional contra la Impunidad en Guatemala (CICIG) vincularon en septiembre de 2016 al hermano e hijo del presidente a un caso de corrupción y puso en tela de juicio la campaña contra este delito. El Comité de Desarrollo Campesino (Codeca) convocó a una movilización y paro nacional, exigió la renuncia del presidente por considerar que no había cumplido con la población y por estar vinculado a la corrupción al actuar en complicidad de la evasión fiscal al condonar el pago de deudas de 216 empresas.
En 2017 Iván Velásquez, jefe de una comisión contra la corrupción de las Naciones Unidas, inició un proceso junto a la fiscalía guatemalteca para retirar la inmunidad del mandatario con el fin de investigarle por un caso de supuesta financiación indebida durante la campaña presidencial de 2015.
La Fiscalía y la Comisión Internacional Contra la Impunidad en Guatemala (CICIG) de la ONU habían solicitado el 25 de agosto la apertura de una investigación sobre el mandatario por mover de forma opaca casi un millón de dólares durante la campaña electoral. Tras ellos Morales ordenó vía decreto expulsar del país al jefe de una comisión de la ONU contra la corrupción, e insistió en que como mandatario tiene la facultad de declarar no grato a un diplomático, sin tener la obligación de exponer los motivos de su decisión. Esta decisión provocó un terremoto político en el país y fue condenada por Estados Unidos, gran parte de los países de la Unión Europea y Naciones Unidas. En septiembre de 2017 el Supremo de Guatemala dio el primer paso para levantar la inmunidad a Jimmy Morales por la financiación irregular de la campaña que le permitió llegar al poder en el año 2015. Los casos de corrupción que involucraban a su hermano, a su hijo y a él mismo provocaron una caída de su imagen. En un año pasó de 89 a 19 por ciento de popularidad. Ese mismo mes su principal financista de campaña, que fue nombrado como su operador político con el Congreso. En marzo de 2017 fue juramentado como embajador ad honorem de Inversión y Comercio con los países del Caribe.
En 2019, a Amnistía Internacional le preocupaba el deterioro de la situación de los defensores de los derechos humanos y de la libertad de expresión en el país: "Además de las continuas amenazas e intimidaciones y de la retórica estigmatizadora [de las autoridades públicas] reproducida en los medios de comunicación y en las redes sociales que pretenden hacer ilegítimo su trabajo, la Unidad de Protección de Defensores de Derechos Humanos ha documentado un aumento de los homicidios en 2018, con la cifra récord de 24 defensores asesinados."

### Gabinete
Ver detalle en Anexo:Gabinete de Jimmy Morales

## Controversias

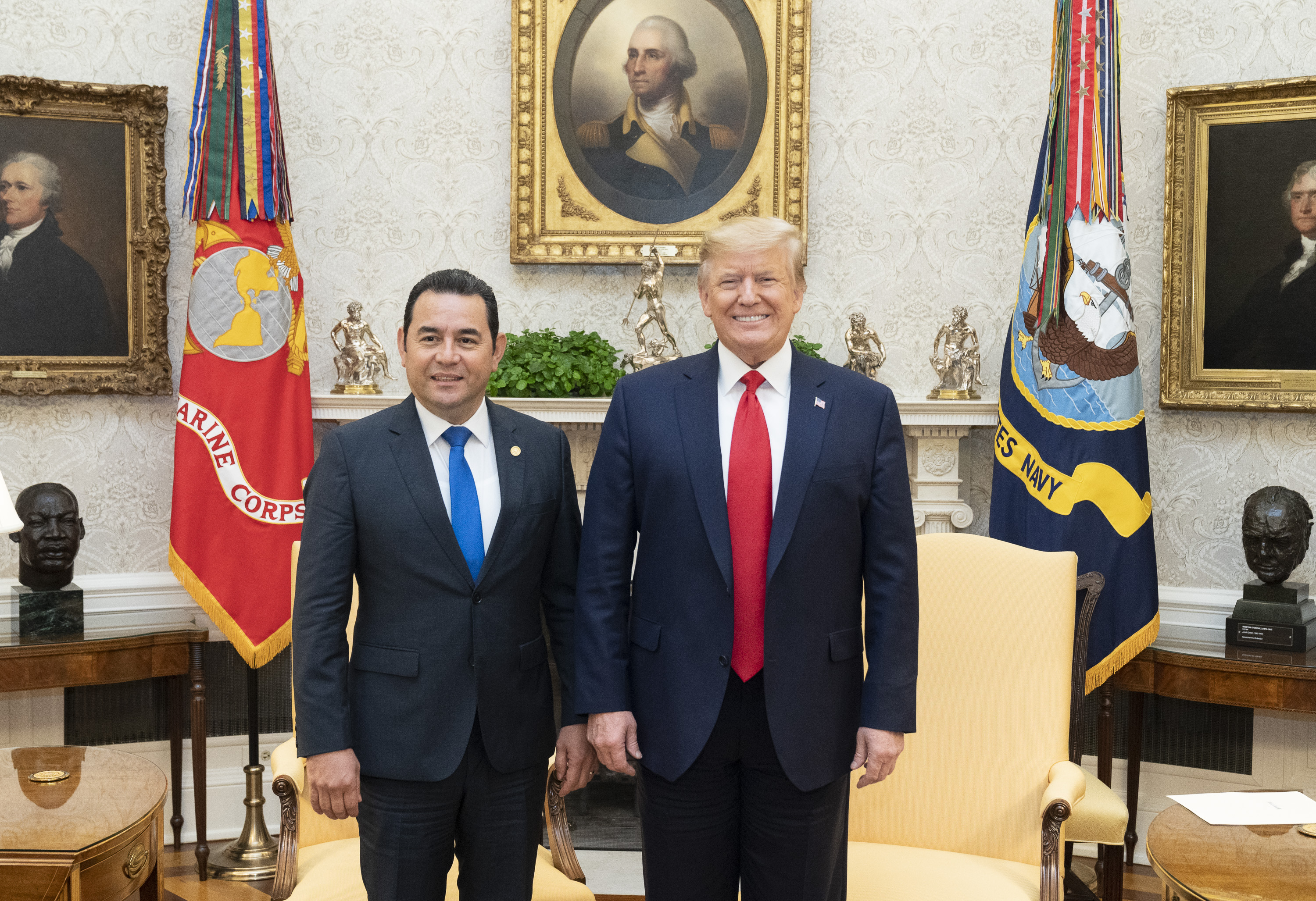
Presidente Morales con Donald Trump, presidente de los Estados Unidos en la Casa Blanca en 2019.

En enero de 2017, uno de los hermanos mayores y asesor de Morales, Samuel "Sammy" Morales, fue detenido acusado por corrupción y blanqueo de capitales junto con uno de los hijos del Presidente, José Manuel Morales. Ambos saldrían absueltos de dichos cargos en el año 2019
En junio de 2017, dos diputados del bloque Convergencia, tramitaron un antejuicio en contra de Morales asumiendo que este tenía que ver en la tragedia del Hogar Seguro «Virgen de la Asunción», pero este no tuvo éxito.
En agosto de 2017, la CICIG y el Ministerio Público presentaron un antejuicio en contra de Morales por financiamiento ilícito durante las elecciones de 2015, cuando este se encontraba en Naciones Unidas con el secretario general António Guterres en la que se presume que le solicitó al secretario general la remoción del comisionado Velásquez de la Cicig.
Su popularidad durante 2016 mostró un 80 % de aprobación, pero a inicios de 2017, su aprobación se desplomó a 20 %, y luego de agosto, se redujo a 10 %.[cita requerida]
En una acción vista como intimidatoria por parte de las autoridades hacia la población civil[cita requerida], el 12 de septiembre de 2018 usó a más de 2500 agentes de la Policía Nacional Civil y un centenar de kaibiles —fuerza militar armada con armamento de alto calibre y destinada únicamente a ser utilizada en situaciones de Guerra— para resguardar el Congreso de la República por la sesión solemne celebrada por el aniversario de la Independencia número 197 de Guatemala. Ese día Codeca y la USAC habían anunciado protestas en contra del Gobierno, exigiendo la renuncia de Morales.

### Antejuicio
De acuerdo con la investigación, Morales, cuando en 2015 era candidato presidencial y secretario general del Frente de Convergencia Nacional (FCN-Nación), recibió aportes que no fueron reportados al Tribunal Supremo Electoral (TSE), lo que, según la pesquisa, constituye el ilícito de financiamiento electoral ilícito.
La Corte Suprema de Justicia dio lugar a esta solicitud de antejuicio y está en manos del Congreso de la República el retiro de la inmunidad.
Por este caso ya se encuentran en proceso varios empresarios quienes a cambio de una condena menor rindieron declaraciones que inculpan a Jimmy Morales en este ilícito.

### Acusaciones de abusos sexuales
En 2015, Claudia Josefa Chávez López presentó una denuncia por cargos de agresión sexual, lesiones, amenaza, coacción y violencia psicológica contra Jimmy Morales. Sin embargo, el Ministerio Público desestimó la denuncia, asegurando que no había existido comisión del delito.
En julio de 2018, el excanciller Edgar Gutiérrez denunció a través de su opinión en un periódico local al presidente Jimmy Morales por dos casos de abuso sexual contra mujeres trabajadoras del Estado. Luego de que el Ministerio Público le solicitó realizar las denuncias aseguró que podría tratarse hasta de 10 personas. La denuncia no trascendió porque las supuestas víctimas no se presentaron a declarar. El Ministerio Público cerró el caso.

## Diputado al Parlamento Centroamericano

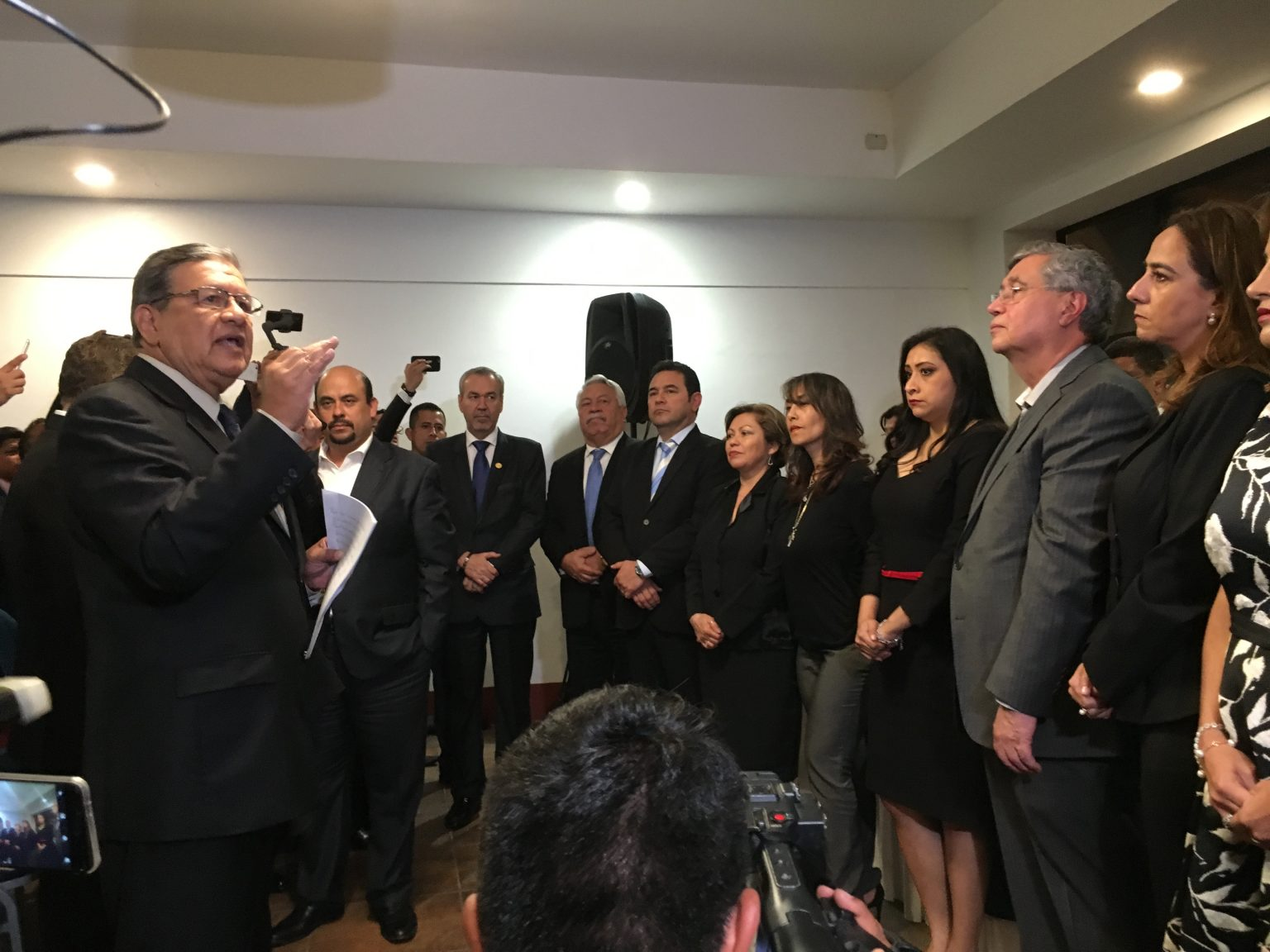
Jimmy Morales juramenta como diputado al Parlacen.

Al término de su gestión presidencial Morales estaba siendo investigado por el Ministerio Público por al menos cinco casos de corrupción. Algunos fiscales expresaron la posibilidad de girar una orden de arresto en su contra luego cuando perdiera inmunidad al dejar la presidencia.
En enero de 2020, pocos días antes de dejar el cargo, se conoció que Nadia de León Torres negociaba con Morales la presidencia del Parlamento Centroamericano a cambio de que el órgano regional sesionara el mismo día en que concluía su mandato. De esta forma podría ser juramentado como diputado a dicho parlamento en su condición de Expresidente de la República y renovar inmediatamente su inmunidad.
El Parlamento Centroamericano fijó la sesión de juramentación de los nuevos diputados para el 14 de enero, fecha en que finalizaba el mandato de Morales. Sin embargo, el atraso de la Junta Directiva y la toma de posesión del presidente Giammattei —sucesor de Morales— impidió que la sesión se realizara en la fecha fijada. Esto llevó a que se aplazara hasta altas horas de la noche. Decenas de estudiantes y civiles protestaron frente a las instalaciones del Parlamento en desacuerdo con la juramentación de Morales. Al impedir que los diputados entraran a la sede, estos fijaron la sesión en un hotel cercano. Los manifestantes se movilizaron hasta el hotel tratando de impedir que Morales entrara al hotel y juramentar, siendo dispersados con gas pimienta y gases lacrimógenos por la policía antimotines. Algunos estudiantes fueron detenidos. Morales fue juramentado como diputado al Parlamento Centroamericano a la medianoche del 14 de enero.
En 2023, se anunció que sería candidato a diputado al Congreso de la República por Listado Nacional por FCN-Nación, mientras que su hermano Sammy Morales fue proclamado como candidato presidencial. Sin embargo, Morales no fue electo, ya que el partido político obtuvo menos de treinta mil votos y no obtuvo ningún diputado, por lo que será disuelto por el Tribunal Supremo Electoral.

## Filmografía

### Largometrajes
| # | Año  | Título                                    | Personaje   | Productora                                                                    |
| - | ---- | ----------------------------------------- | ----------- | ----------------------------------------------------------------------------- |
| 1 | 2004 | Manzana Güena en Noche Güena              | Juan        | Moralejas Films                                                               |
| 2 | 2004 | La Misteriosa Herencia                    | Neto        | Moralejas Films                                                               |
| 3 | 2005 | Detectives por Error                      | Neto y Neco | Moralejas Films                                                               |
| 4 | 2006 | Ve Que Vivos, una aventura en el más allá | Neto        | Moralejas Films                                                               |
| 5 | 2007 | Un Presidente de a Sombrero               | Neto        | Moralejas Films                                                               |
| 6 | 2009 | Repechaje                                 | Neto        | Moralejas Films                                                               |
| 7 | 2010 | Gerardi                                   |             | Moralejas Films y la Oficina de Derechos Humanos del Arzobispado de Guatemala |
| 8 | 2011 | Fe                                        |             | Casa Comal, Ceibita Films y Jirafa y Santiago Producciones                    |
| 9 | 2012 | Viva la Crisis                            | Neto        | Moralejas Films                                                               |

### Televisión
| Título              | Año       | Personaje                                   | Productora                      |
| ------------------- | --------- | ------------------------------------------- | ------------------------------- |
| Aló que tal América | 1996      | Neto                                        | Radio y Televisión de Guatemala |
| Micos y Pericos     | 2009      | Voces adicionales                           | Aplaplac                        |
| Moralejas           | 2004-2016 | Neto, Juan, Keko, Black Pitaya, entre otros | Moralejas Films                 |

| Predecesor: Alejandro Maldonado | 50° Presidente de la República de Guatemala 14 de enero de 2016 - 14 de enero de 2020 | Sucesor: Alejandro Giammattei |